# Special (moto)

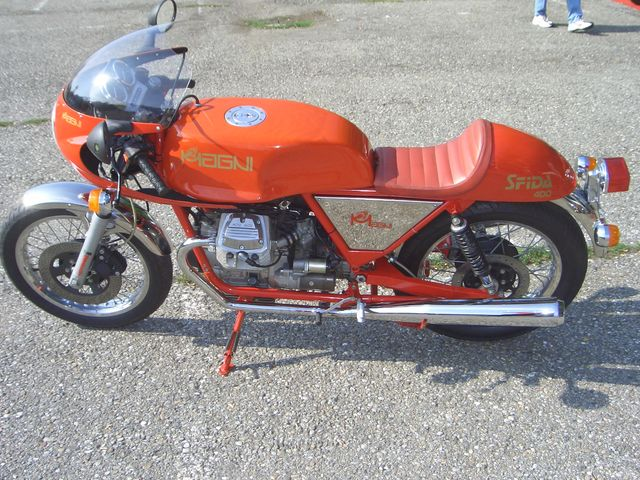
La Magni Sfida 400 del 1992, prodotta in 90 esemplari.

La special è una motocicletta realizzata o modificata artigianalmente.

## Etimologia
Il termine, di origine inglese si è diffuso nell'ambito delle competizioni motociclistiche dal dopoguerra, per indicare le moto da gara utilizzate dai piloti privati, derivate da modelli di serie, e caratterizzate da sostanziali innovazioni al propulsore e, soprattutto, alla ciclistica.

## Diffusione
Le special ebbero una prima diffusione nel Regno Unito con le Triton per poi espandersi in tutta Europa con l'avvento delle motociclette di produzione giapponese, dotate di potenti motori plurifrazionati, ma spesso caratterizzate da soluzioni telaistiche inadeguate o di basso profilo tecnico.
Nacquero così decine di special destinate alle competizioni di ogni grado e disciplina che, complici la profonda crisi dell'industria motociclistica europea e l'inesperienza di quella giapponese, ottennero negli anni sessanta e settanta una lunga serie di affermazioni nazionali e internazionali.
Alcuni degli artigiani preparatori ottennero una tale notorietà da riuscire a destinare la loro produzione anche al settore delle moto sportive stradali, producendo loro i loro motoveicoli in piccola serie, come Paul Dunstall, Arturo Magni, Giuliano Segoni, Fritz Egli, Massimo Tamburini, i fratelli Rickman e tanti altri.
A partire dagli anni ottanta, la sempre maggiore differenziazione produttiva dei modelli prodotti dalle grandi industrie motociclistiche colpì fortemente le piccole aziende produttrici di special, oggi quasi scomparse.